# Chaenusa semisetosa
Chaenusa semisetosa är en stekelart som beskrevs av Robert A.Wharton 1991. Chaenusa semisetosa ingår i släktet Chaenusa och familjen bracksteklar. Inga underarter finns listade i Catalogue of Life.